# كريس ميلر
كريس ميلر (بالإنجليزية: Chris Miller)‏ (و. 1968 – م) هو ممثل، وممثل صوت، ومخرج سينمائي، ورسام رسوم متحركة، وكاتب سيناريو، من الولايات المتحدة الأمريكية.

## التعليم
تعلم في معهد كاليفورنيا للفنون.

## وصلات خارجية
- كريس ميلر على موقع IMDb (الإنجليزية)
- كريس ميلر على موقع ألو سيني (الفرنسية)
- كريس ميلر على موقع أول موفي (الإنجليزية)
- كريس ميلر على موقع بوكس أوفيس موجو (الإنجليزية)
- كريس ميلر على موقع قاعدة بيانات الأفلام السويدية (السويدية)
- كريس ميلر على موقع قاعدة بيانات الفيلم (الإنجليزية)
- كريس ميلر على موقع كينوبويسك (الروسية)